# Miðlækjarhóll
Miðlækjarhóll är en kulle i republiken Island. Den ligger i regionen Norðurland vestra, 150 km nordost om huvudstaden Reykjavík. 
Trakten runt Miðlækjarhóll är nära nog obefolkad, med mindre än två invånare per kvadratkilometer. Det finns inga samhällen i närheten. Trakten runt Miðlækjarhóll består i huvudsak av gräsmarker.